# Chaim Perelman

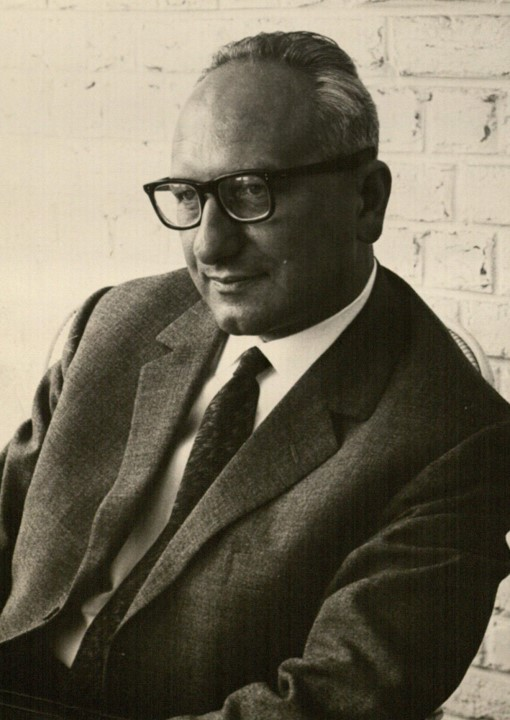
Chaim Perelman

Chaïm Baron Perelman (* 20. Mai 1912 in Warschau, Generalgouvernement Warschau, Russisches Kaiserreich; † 22. Januar 1984 in Uccle bei Brüssel, Belgien) war ein polnisch-belgischer Jurist sowie Moral- und Rechtsphilosoph jüdischer Herkunft.
Perelman arbeitete zur Argumentations- und Rhetoriktheorie und gilt als Mitbegründer des akademischen Felds der sogenannten New Rhetoric. Er war Professor für Logik, Ethik und Metaphysik an der Université Libre de Bruxelles und hat dort 1967 mit Henri Buch und Paul Foriers das Centre Perelman de Philosophie du Droit gegründet, das seit 1982 der Juristischen Fakultät angegliedert ist und als Gastprofessur für ein akademisches Jahr die Chaire Perelman vergibt.

## Leben
Perelman emigrierte 1925 mit seiner Familie aus Warschau nach Antwerpen in Belgien. Er studierte an der Brüsseler Université Libre de Bruxelles und blieb ihr sein gesamtes Arbeitsleben hindurch treu. Während des Zweiten Weltkriegs gehörte er zur Führung der Widerstandsgruppe C.D.J, während er zugleich einen Teilbereich der A.J.B., die während der deutschen Besatzung Belgiens das öffentliche jüdische Leben organisierte und mit den NS-Stellen kooperierte, führte. Die wissenschaftliche Rezeption, etwa Alan G. Gross und Ray D. Dearin, werten die A.J.B.-Mitarbeit als "Tarnung" für pro-jüdische Aktivitäten und verneinen den Status eines Kollaborateurs. Die Auszeichnungen, die ihm nach dem Krieg für seine Tapferkeit angeboten wurden, lehnte er allesamt ab.

## Werk
Bis 1944/45 vertrat Perelman eine positivistische Auffassung von Philosophie und erarbeitete u. a. einen kontroversen Versuch, die Gödelschen Unvollständigkeitssätze zu widerlegen, sowie gegen Ende des Zweiten Weltkriegs eine Begriffsklärung des Konzepts Gerechtigkeit. Perelman unterscheidet in seiner Abhandlung „De la justice“ (1945) folgende Gerechtigkeitskriterien: „Jedem das Gleiche“, „Jedem gemäß seinen Verdiensten“, „Jedem gemäß seinen Werken“, „Jedem gemäß seinen Bedürfnissen“, „Jedem gemäß seinem Rang“ und „Jedem gemäß dem ihm durch Gesetz Zugeteilten“. Indem er diese einzelnen Prinzipien zusammenfasst, kommt Perelman zu der abstrakt-allgemeinen Gerechtigkeitsmaxime: „Handlungen von Wesen derselben Kategorie müssen auf dieselbe Art behandelt werden.“
Da in der Praxis jedes Individuum mehreren Kategorien zugeordnet werden kann (z. B. Familienstand, Verdienste, Bildungsgrad, Abstammung etc.), verneint Perelman die Möglichkeit, durch allgemeines positives Recht zuverlässig Recht schaffen zu können. Es liegen in diesen Fällen sogenannte Antinomien der Gerechtigkeit vor; eine gerechte Behandlung nach Familienstand sieht z. B. anders aus als eine gerechte Behandlung, die sich an den Verdiensten des Behandelten orientiert. Vielmehr fordert er daher Entscheidungen im Einzelfall, bei denen nach der „Billigkeit“ eines Vorgehens gefragt wird („Ist ein solches Vorgehen zu rechtfertigen/billigen?“). Da aber sowohl diese „Billigkeit“ als auch die Gerechtigkeit selbst sogenannte rationale Tugenden seien, sind sie nach Perelman im Diskurs zu erörtern und zu verhandeln.
Nach dem Ende des Zweiten Weltkriegs brach der Denker mit dem Positivismus und entwickelte einen neuen Zugang zu Philosophie, die so genannte regressive Philosophie. Der Ansatz lehnt die Grundlegung philosophischer Systeme anhand von Axiomen ab und betont die Revisionsfähigkeit philosophischer Positionen in argumentativen Prozessen. Das philosophische Hauptwerk Perelmans ist der Traité de l’argumentation : La nouvelle rhétorique (1958), den er zusammen mit seiner akademischen Partnerin Lucie Olbrechts-Tyteca verfasste. In dieser post-logizistischen Abhandlung entwickelte Perelman eine nicht-relativistische Theorie der Argumentation, deren praktische Dimension er in Ethik, Rechtsphilosophie und Rhetorik zu konkretisieren suchte. Das Werk steht oft stellvertretend für eine als Nouvelle Rhétorique (Neue Rhetorik, New Rhetoric) bekannte Richtung der Argumentationstheorie, deren theoretischer Gehalt und Praktikabilität in der argumentationstheoretischen Fachdebatte uneinheitlich bewertet wird. Die Perelman'sche Argumentationstheorie, die der Philosoph in zahlreichen Publikationen bis 1983 ausbaute und modifizierte, war insbesondere im französischsprachigen Raum und seit den 1970er Jahren in den USA einflussreich.
Zu seinen Schülern zählt etwa Leo Apostel.

## Auszeichnungen
Perelman wurde von der Universität Florenz und von der Hebräischen Universität Jerusalem zum Ehrendoktor ernannt. 1962 erhielt Perelman den Francqui-Preis und wurde 1983 für seine wissenschaftlichen Verdienste zum belgischen Staat zum Baron geadelt.
Im Dezember 1970 wurde er zum korrespondierenden und im Mai 1973 zum vollen Mitglied der Académie royale des Sciences, des Lettres et des Beaux-Arts de Belgique gewählt.

## Schriften
- De la justice. 1945. Deutsche Übersetzung: Über die Gerechtigkeit. Beck, München 1967.
- Rhétorique et philosophie : Pour une théorie de l'argumentation en philosophie. 1952.
- mit Lucie Olbrechts-Tyteca: Rhétorique et philosophie. Presses Universitaires de France, Paris, 1952.
- mit Lucie Olbrechts-Tyteca: Traité de l'argumentation : La nouvelle rhétorique. Presses Universitaires de France, Paris, 1958. 
  - Deutsche Übersetzung: Die neue Rhetorik. Eine Abhandlung über das Argumentieren. Aus dem Französischen von Freyr R. Varwig. Herausgegeben von Josef Kopperschmidt. 2 Bde., Frommann Holzboog, Stuttgart 2004, ISBN 978-3-7728-2229-2
- Justice et raison. Presses Universitaires de Bruxelles, Bruxelles, 1963.
- Logique et argumentation. 1968. 
  - Deutsche Übersetzung: Logik und Argumentation. Athenäum, Königstein/Ts., 1979 u. 2. Aufl. Beltz, Weinheim ISBN 3-89547-008-2
- Droit, morale et philosophie. Librairie Générale de Droit et de Jurisprudence, Paris, 1968.
- Le Champ de l'argumentation. Presses Universitaires de Bruxelles, Bruxelles, 1969.
- Logique juridique. Dalloz, Paris, 1976. 
  - Deutsche Übersetzung: Juristische Logik als Argumentationslehre. Alber, Freiburg und München, 1979.
- L'Empire rhétorique. Vrin, Paris, 1977. 
  - Deutsche Übersetzung: Das Reich der Rhetorik. Aus dem Französischen von Ernst Wittig. Beck, München 1980, ISBN 3-406-06012-9
- Le raisonnable et le déraisonnable en droit. Librairie Générale de Droit et de Jurisprudence, Paris, 1984.
- Éthique et droit. Éditions de l'Université de Bruxelles, Bruxelles, 1990.